# Jackie Gardiner
John Gardiner, altresì citato come John Gardner, detto Jackie (Bridgeton, 23 dicembre 1911 – Glasgow, 10 ottobre 1965), è stato un calciatore scozzese, di ruolo centrocampista.

## Carriera

### Nazionale
Venne convocato nella Nazionale britannica che partecipò ai Giochi olimpici del 1936.